# 靳準
靳準（？—318年），十六国时汉赵的大臣，官拜中护军。

## 生平
他有两个女儿靳月光、靳月华。315年，汉昭武帝刘聪立月光为上皇后，月华为右皇后，之后，刘聪整日沉湎酒色。靳準官至大司空领司隶校尉，幼女又成了太子刘粲的太子妃。318年七月，刘聪去世，刘粲即位為隐帝，立靳氏为皇后，立靳氏所生的儿子刘元公为皇太子。
靳准密谋废黜刘粲，首先他建议刘粲杀掉被诬以谋反的宗室大臣太宰刘景、大司马刘骥、骥同母弟车骑大将军吴王刘逞、太师刘顗、大司徒齐王刘劢，起初刘粲并没有同意，由于靳皇后和她的姐姐皇太后靳月华的劝说，使刘粲给予了靳准杀伐大权。八月，屠戮宗室大臣之后，靳准杀了刘粲，并屠灭了在平阳的刘氏皇族，自立为大将军、汉天王，向晋朝称臣。九月，汉赵大将刘曜、石勒联合起兵攻打靳准。十月，刘曜在长安称帝。十二月，靳准被他的堂弟靳明、左、右车骑将军乔泰、王腾、卫将军靳康合谋杀害，平阳城破，而靳氏家族也被刘曜屠灭，刘曜仅在欲纳靳康女为妾时，因靳女号泣请死才出于哀怜放过了靳康的一个儿子。

## 家庭

### 從弟
- 靳明
- 靳康

### 從妹
- 靳氏，靳准堂妹，前赵光文帝刘渊之子北海王刘乂的妃子，封孺子[1]。

### 女兒
- 靳月光，劉聰上皇后。因被陳元達揭發有穢行而被廢。
- 靳月華，劉聰右皇后。
- 靳氏，劉粲皇后。

## 延伸阅读
[在维基数据编辑]
 《晉書·卷096》，出自房玄齡《晉書》